# Dustin Friesen
Dustin Friesen (* 1. März 1983 in Waldheim, Saskatchewan) ist ein ehemaliger deutsch-kanadischer Eishockeyspieler, der in der Deutschen Eishockey Liga bei den Fischtown Pinguins und dem ERC Ingolstadt aktiv war.

## Karriere
Friesen begann seine Karriere in der Saison 2000/01 bei den Swift Current Broncos in der Juniorenliga Western Hockey League. Nach vier Spielzeiten wechselte der Verteidiger in das Universitätsteam der University of New Brunswick und spielte dort zwischen 2004 und 2009 in der CIS.
In der Saison 2009/10 absolvierte der Deutsch-Kanadier seine erste Profisaison, in der er für die Utah Grizzlies und Idaho Steelheads in der East Coast Hockey League, sowie in acht Partien für die Bridgeport Sound Tigers in der höherklassigen American Hockey League auf dem Eis stand. In der Saison 2011/12 spielte Friesen für die Chicago Wolves in der AHL.
Im Sommer 2012 wechselte der Defensivspieler nach Europa und war für zwei Spielzeiten beim deutschen Zweitligisten Fischtown Pinguins aktiv. Durch gute Leistung empfahl sich der Linksschütze für einen Wechsel in die Deutsche Eishockey Liga und wurde im Sommer 2014 vom ERC Ingolstadt verpflichtet, wo er ab der Saison 2014/15 mit der Nummer 14 auflief und aufgrund seines deutschen Passes nicht unter das Ausländerkontingent fiel. Im April 2020 unterzeichnete er einen Vertrag bei den Iserlohn Roosters, entschied sich aber im August des gleichen Jahres für sein Karriereende.

## Karrierestatistik
(Legende zur Spielerstatistik: Sp oder GP = absolvierte Spiele; T oder G = erzielte Tore; V oder A = erzielte Assists; Pkt oder Pts = erzielte Scorerpunkte; SM oder PIM = erhaltene Strafminuten; +/− = Plus/Minus-Bilanz; PP = erzielte Überzahltore; SH = erzielte Unterzahltore; GW = erzielte Siegtore; 1 Play-downs/Relegation; Kursiv: Statistik nicht vollständig)